# Elizabeth Holloway Marston

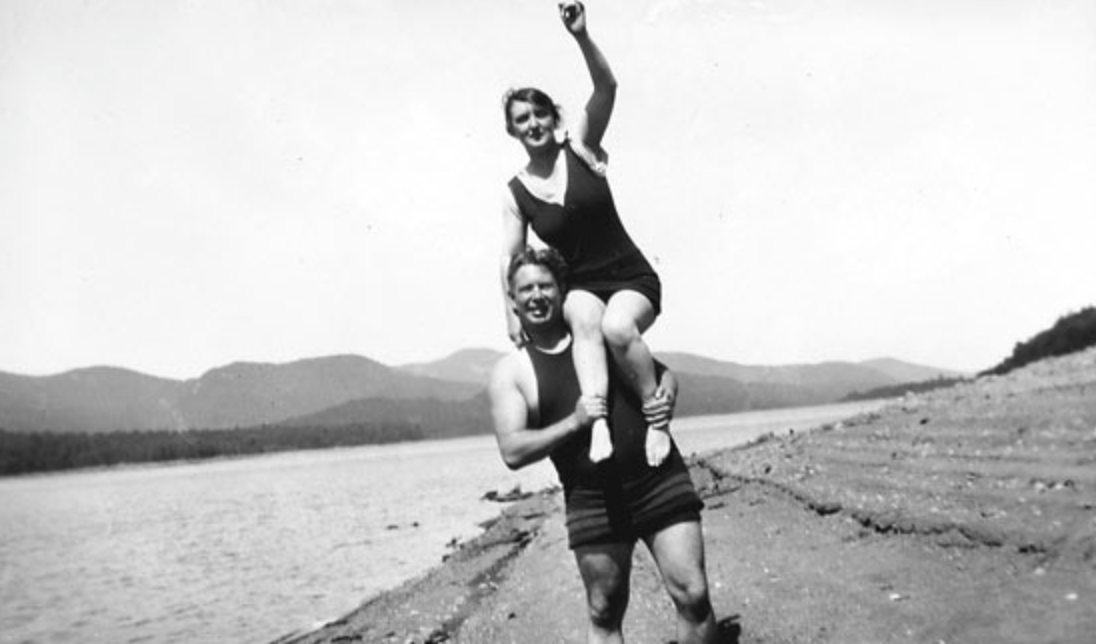
Elizabeth Holloway Marston im Jahr 1918.

Elizabeth Holloway Marston (* 20. Februar 1893 in Douglas, Isle of Man als Sarah Elizabeth Holloway; † 27. März 1993 in New York City) war eine US-amerikanische Psychologin. Holloway Marston wurde vor allem bekannt als frühe amerikanische Feministin, als Mitentwicklerin des kriminologischen Testverfahrens des sogenannten „systolischen Blutdrucktests“ und als Mitschöpferin der Comicheldin Wonder Woman, die sie gemeinsam mit ihrem Gatten William Moulton Marston schuf.

## Leben und Arbeit
Marston wurde 1893 auf der britischen Isle of Man als Tochter von William George Washington Holloway (1873–1961), eines US-amerikanischen Bankangestellten, und dessen englischer Ehefrau Daisy Josephine Bottwell Holloway, geb. DeGaunza († 1945) geboren. Die Eltern hatten 1892 in Chester in der Grafschaft Cheshire geheiratet. Sie hatte einen jüngeren Bruder, William Joseph Clive Holloway (1895–1976). Ihre Kindheit verbrachte sie größtenteils in Boston, im US-Bundesstaat Massachusetts. 1915 erwarb sie den Bachelor of Arts in Psychologie am Mount Holyoke College.
Nachdem ihr der Zugang zur Harvard Law School aufgrund der Studienrichtlinien der Harvard University – die die Aufnahme von Frauen zu dieser Zeit noch ausdrücklich ausschlossen – verwehrt geblieben war, studierte Holloway Rechtswissenschaften an der Boston University School of Law, die sie 1918, als eine von nur drei Frauen ihrer Abschlussklasse, mit dem L.L.B. verließ.
Während ihr Ehemann William Moulton Marston, den sie am 16. September 1915 heiratete, als Doktorand an der psychologischen Fakultät der Harvard University forschte, absolvierte Holloway Marston ein Masterprogramm am benachbarten Radcliffe College. Gemeinsam mit ihrem Mann entwickelte sie den systolischen Blutdrucktest, den dieser zum Thema seiner Doktorarbeit machte. Das Verfahren wurde später zu einem Werkzeug in der polizeilichen Ermittlungstechnik, um anhand von Auffälligkeiten des detektierten Blutdrucks von Angeklagten oder Zeugen in Verhörsituationen Rückschlüsse über die Glaubwürdigkeit von deren Aussagen treffen und eventuelle Lügen oder Falschaussagen erkennen zu können. Marston knüpfte später mit dem von ihm entwickelten Lügendetektor an dieses Verfahren an. Holloway Marstons Beitrag zu dieser Neuerung wurde mit einem Masterabschluss des Radcliffe Colleges 1921 honoriert.
In späteren Jahren hielt Holloway Marston Vorlesungen über Recht, Ethik und Psychologie an der American University und der New York University und arbeitete als Editorin an der Encyclopædia Britannica und am McCall’s Magazin des US-Kongresses mit. Darüber hinaus fertigte sie den Index der Dokumente der ersten vierzehn Kongressperioden an und arbeitete ab 1933 für die Metropolitan Life Insurance.

## Familie und Privatleben
Aus Holloway Marstons Ehe mit Marston gingen zwei Kinder, Moulton Peter Marston (1928–2017) und Olive Ann Marston (* 1933), hervor. Nachdem ihre Zweierehe später zu einer Dreierehe erweitert wurde, kamen noch zwei weitere Kinder hinzu, die von ihrer Mit-Ehefrau Olive Byrne mit in die Ehe gebrachten Kinder Byrne Holloway Richard (* 1931) und Donn Richard Marston (* 1932), die Holloway Marston und ihr Gatte später legal adoptierten. Die eheinterne Arbeitsteilung gestaltete sich so, dass Marston und Holloway Marston den Lebensunterhalt der siebenköpfigen Familie finanzierten, während Byrne die Betreuung der Kinder und die Führung des Haushaltes besorgte. Auch nach Marston Tod lebten die beiden Frauen weiter zusammen und zogen die vier Kinder auf. Auch nachdem die Kinder aus dem Haus waren, lebten die beiden Frauen in einem Haushalt.

## Darstellung im Film
Der Kinofilm Professor Marston & The Wonder Women, ein biografisches Drama aus dem Jahr 2017, geschrieben und inszeniert von Angela Robinson, erzählt die Geschichte von William Moulton Marston, dem Psychologen, der die Comicfigur Wonder Woman erschuf, und beleuchtet die außergewöhnliche Beziehung zwischen ihm, seiner Frau Elizabeth Marston und ihrer gemeinsamen Partnerin Olive Byrne.